# Арборист
Арбористът е обучен специалист по поддръжката и грижата за дървета като отделни организми в градска среда. Думата „арборист“ идва от латинската дума Arbor – дърво.
Дърветата в градска среда имат живот и проблеми различни от тези в планините и. За горите обикновено се грижат лесовъдите. Добрите арбористи са сертифицирани и преминали през специални квалификационни курсове.
Важна роля за възникването и развитието на идеята за грижа за дърветата в градска среда има Джон Дейви, наричан „бащата на дървесната хирургия“. Голям принос имат и Франсис А. Бартлет и Алекс Л. Шиго. В Германия знаковото име за арбистиката е Майкъл Маурер.
Арбористите често използват специализирано оборудване, което позволява достъп до много високи и недостъпни по друг начин дървета. Освен че са обучени в наблюдението и грижата за дърветата, професионалните арбористи притежават уменията, свързани с безопасно и ефективно катерене и работа в екстремни условия. Провеждат се международни състезания и срещи, чрез които се споделя опит и се утвърждават добри практики и стандарти.
Дейности на арбориста:
- да диагностицира здравината и при нужда да лекува или да отреже част или цялото дърво;
- да отстрани болни и гнили участъци от дървото;
- да отстрани опасни части;
- да отреже цялото дърво;
- да раздроби ствола и коренището на отрязаното дърво;

Системата на знания и практически мерки, обединени от целта за разпознаване, лечение и превенция на болести и рязане на дърветата се нарича „арбористика“.
|  | Тази страница частично или изцяло представлява превод на страницата „Арборист“ в Уикипедия на руски. Оригиналният текст, както и този превод, са защитени от Лиценза „Криейтив Комънс – Признание – Споделяне на споделеното“, а за съдържание, създадено преди юни 2009 година – от Лиценза за свободна документация на ГНУ. Прегледайте историята на редакциите на оригиналната страница, както и на преводната страница, за да видите списъка на съавторите. ВАЖНО: Този шаблон се отнася единствено до авторските права върху съдържанието на статията. Добавянето му не отменя изискването да се посочват конкретни източници на твърденията, които да бъдат благонадеждни. |